# (2030) Belyaev
(2030) Belyaev (pronunciado Beliáyev) es un asteroide perteneciente al cinturón de asteroides, de la familia asteroidal de Flora descubierto el 8 de octubre de 1969 por la astrónoma soviética Liudmila Chernyj desde el Observatorio Astrofísico de Crimea (República de Crimea, Rusia).

## Designación y nombre
Designado provisionalmente como 1969 TA2. Fue nombrado en referencia al cosmonauta soviético Pável Beliáyev.